# Masdevallia rolfeana
Masdevallia rolfeana là một loài lan đặc hữu của Costa Rica.

## Hình ảnh

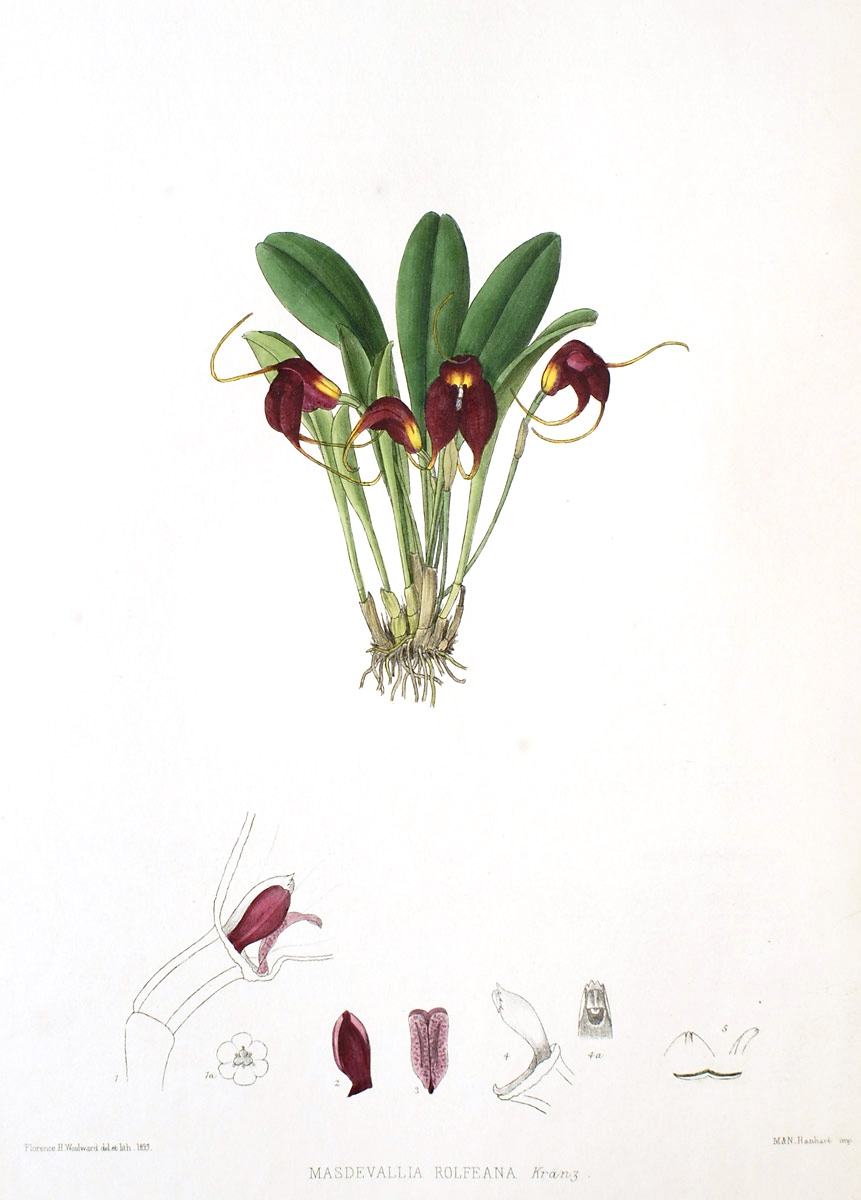